# Baugnée
Ne pas confondre avec Baugnez, hameau de la commune belge de Malmedy
Baugnée (en wallon : Baugnèye ou Baw'gnêye) est un hameau de la commune belge d'Anthisnes en Région wallonne.

## Histoire
Dès le Moyen Âge, la Seigneurie de Baugnée était une des sept Seigneuries d'au-delà des Bois, relevant du Duché de Limbourg, enclave dans la Principauté de Liège.
Le premier seigneur connu, André dit Brachet (vers 1350) fut assassiné par son fils ; celui-ci sera exécuté publiquement. La seigneurie passa vers 1380 à Arnould III, seigneur de Bolland puis vers 1403 à Ide de Baugnée. En 1513, Lambert Heuseur épouse la fille de Guillaume de Villers et prend le nom de seigneur de Baugnée. Par mariage encore, la seigneurie passe à la famille de la Bische. Le bien fut vendu en 1828.
Les premiers manuscrits conservés de la cour de justice datent de 1596 bien qu'elle ait existé avant 1505, .
En 1795, Baugnée devient un hameau de la commune de Tavier et le restera jusqu'au 1er janvier 1978 date à laquelle Tavier et Anthisnes fusionneront. 

## Le hameau
Les premiers bâtiments dateraient du XVIe siècle, dont un château constitué d'une enceinte fermée qui fut modifié pour des besoins agricoles.

### Sources
- Archives scabinales, communales, de la cure et registres paroissiaux, archives de Huy
- G. Poswick, Les délices du duché de Limbourg, Verviers, 1951